# Erastria olenusaria
Erastria olenusaria är en fjärilsart som beskrevs av Walker 1862. Erastria olenusaria ingår i släktet Erastria och familjen mätare. Inga underarter finns listade i Catalogue of Life.